# Punk-O-Rama Vol. 5
Punk-O-Rama Vol. 5 è il quinto volume della collana Punk-O-Rama.

## Tracce
1. NOFX - Pump Up The Valuum
2. ALL - Problematic
3. Guy Smiley - Breakdown
4. Terrorgruppe - Destroy The Krauts
5. Vision - Close Minden
6. Rancid - Poison
7. Guttermouth - Secure Horizons
8. Osker - Panic
9. Dwarves - Better Be Woman
10. 98 Mute - Slow Motion Riot
11. Beatsteaks - We Have To Figure It Out Tonight
12. H20 - Guilty By Association
13. Madball - Hold it Down
14. Straight Faced - Happy
15. Burning Heads - Thinking Of The Time
16. Death By Stereo - Lookin' Out For #1
17. I Against I - Space Odyssey
18. Dropkick Murphys - Good Rats
19. Bouncing Souls - Kid
20. Heideroosjes - P.C.P.O.S.
21. Pennywise - Badge Of Pride
22. Pulley  - Gone
23. Union 13 - The Game
24. Voodoo Glow Skulls - Stranded In The Jungle
25. Zen Guerilla - Slow Motion Rewind
26. New Bomb Turks - Automatic Teller
27. Zeke - Evil Dead
28. Agnostic Front - Riot, Riot Upstar